# Jean de Beaumetz
Jean de Beaumetz (1335? Beaumetz-lès-Loges – 1396 Dijon), byl francouzský malíř 14. století, který pracoval pro burgundského vévodu Filipa II.

## Život

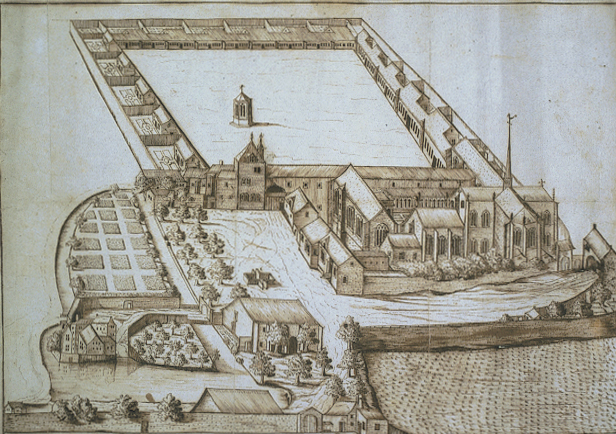
Kartouza Champmol

Jean de Beaumetz působil v Paříži a Valenciennes a kolem roku 1376 se stal malířem vévody z Burgundska. Pracoval pro vévodský palác Sainte-Chapelle v Dijonu předtím, než byl pověřen vedením malířské dílny na prestižním místě v kartuziánském klášteře Champmol (Chartreuse de la Sainte-Trinité de Champmol). Jako dvorní malíř burgundského vévody Filipa II. ho nahradil Jean d'Arbois.
Spolu s architektem Drouet Dammartinem a sochařem Clausem Sluterem se Jean de Beaumetz také podílel na stavbě kláštera a na výzdobě jiných vévodských staveb: hrady Germolles, Rouvres a d'Argilly. V roce 1396 se jeho nástupcem stal Jean Malouel.

## Dílo

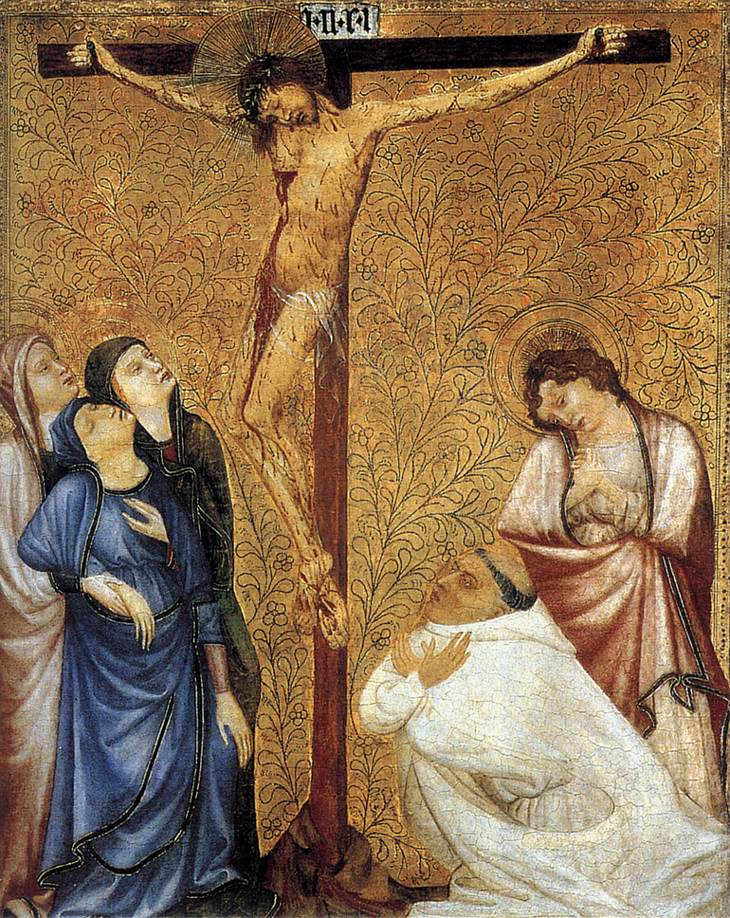
Krucifix s modlícím se kartuziánským mnichem

Od roku 1386 Jean de Beaumetz na objednávku bugundského vévody vytvořil řadu oltářních retáblů a také množství deskových obrazů, které byly určeny pro výzdobu 26 obydlí kláštera (1390-1395). Z nich se zachovaly pouze dva, které jsou nyní ve sbírce v Clevelandu. Další obraz z malířovy dílny, který může být i dílem některého spolupracovníka, je v Muzeu Louvre.
Na hradě Germolles se zachovaly některé nástěnné malby provedené Jeanem de Beaumetz.